# علی یزدانی (تنیس‌باز)
علی یزدانی (انگلیسی: Ali Yazdani؛ زادهٔ ۱۸ شهریور ۱۳۸۲ در جاجرم) تنیس‌باز اهل ایران است که برای تیم ملی تنیس ایران نیز مسابقه می‌دهد.
وی قهرمان مسابقات تنیس رده‌های مختلف در ایران است. همچنین بالاترین رتبه وی در انجمن تنیس حرفه‌ای ۱۸۸۹ درسال ۲۰۲۳ بوده است.